# Ed Stokes
Pour les articles homonymes, voir Stokes.
Ed Stokes, né le 3 septembre 1971, à Syracuse, dans l'État de New York, est un ancien joueur américain de basket-ball. Il évolue au poste de pivot.